# Eisi Gulp
Pour les articles homonymes, voir Gulp.

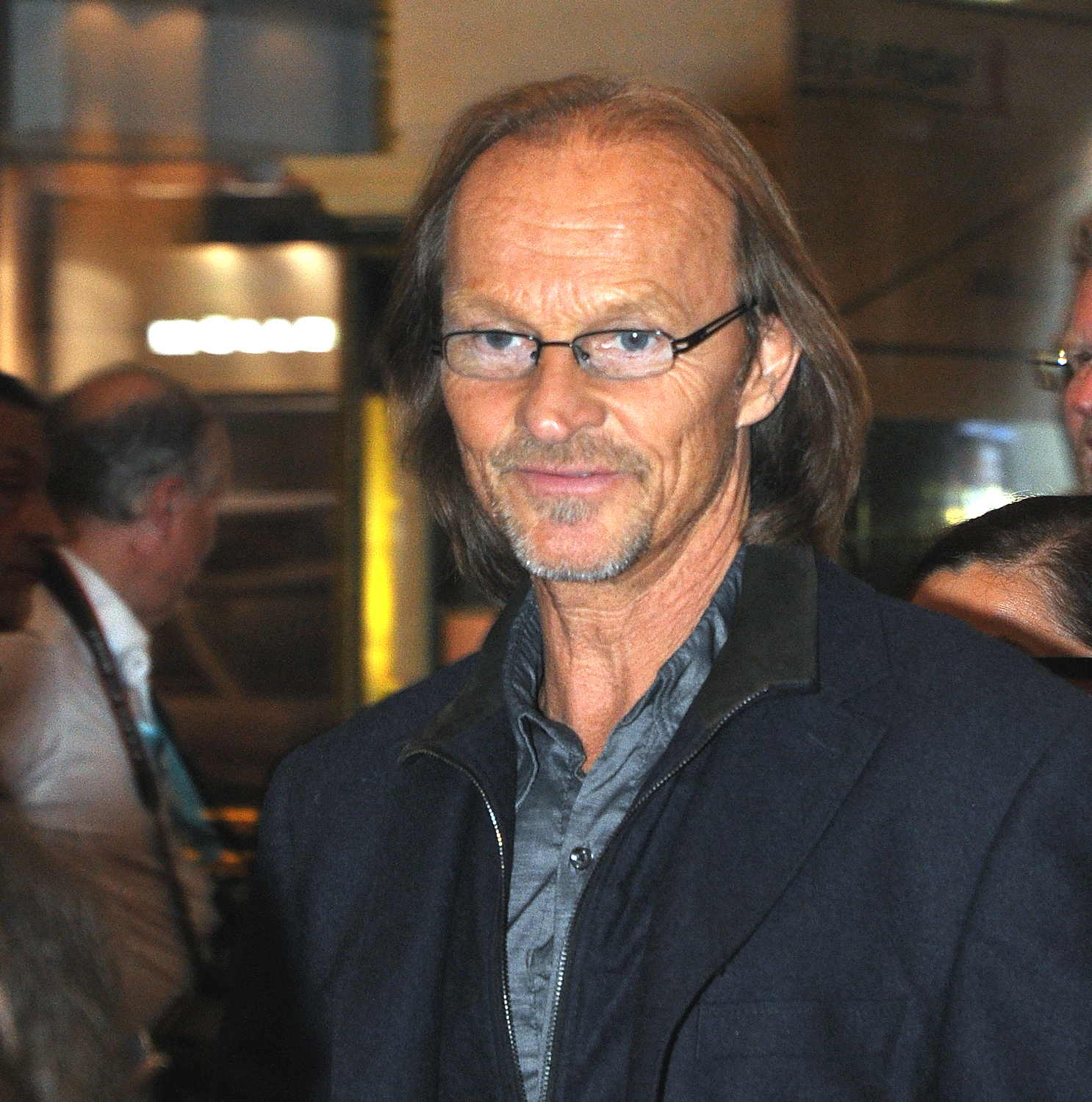
Eisi Gulp lors de la cérémonie d'ouverture du du film de Munich 2015 à l'hôtel Bayerischer Hof.

Eisi Gulp, né le 3 novembre 1955 à Munich (Allemagne) sous le nom de Werner Eisenrieder, est un acteur allemand, comédien, artiste de cabaret, présentateur et journaliste de télévision.

## Biographie
Eisi Gulp grandit à Munich. Son père, conseiller de gouvernement au ministère bavarois des Finances et musicien passionné, meurt d'un cancer du poumon à l'âge de 69 ans, alors que Werner Eisenrieder en avait douze,. Eisi Gulp est diplômé en danse pantomime au Billie Millie Studio de Munich au milieu des années 1970. Il suit ensuite des cours à l'école de danse Merce Cunningham à New York et étudie l'acrobatie et les cascades à Paris jusqu'en 1980.
À partir de 1980, il se produit dans toute l'Allemagne pendant vingt ans avec son Eisi Gulp Comedy Show. En 1984/1985, il anime l'émission jeunesse Live from Alabama pour la radio bavaroise. En 1984, il est également danseur principal du programme ZDF Breakdance (de). En 1985, il joue le rôle principal masculin dans le film Zuckerbaby de Percy Adlon aux côtés de Marianne Sägebrecht. Eisi Gulp joue le malheureux dans la revue Tabaluga de Peter Maffay et apparait en tant que soliste dans la comédie musicale Bagdad Café (Out of Rosenheim). Avec son programme humoristique Hackedicht oder was, Eisi Gulp s'engage pour la prévention de la toxicomanie dans le travail des jeunes. Le programme est joué dans de nombreuses écoles et a reçu la mention « valeur pédagogique ».
Depuis 2015, il incarne l'artiste Sascha Wagenbauer dans la série télévisée Dahoam is Dahoam.
Eisi Gulp est divorcé et a deux fils. Il vit à Chiemgau près de Rosenheim.

## Filmographie partielle

### Au cinéma
- 1985 :  Fridolin
- 1985 : Zuckerbaby
- 1985 : Im Innern des Wals (de)
- 1988 :  Fridolins Heimkehr
- 1992 : Herr Ober! (de)
- 1993 : Der Fall Lucona
- 2005 :  Deutschmänner
- 2007 : Räuber Kneißl (de)
- 2007 :  Ohnmacht
- 2008 : Tage wie Jahre (de)
- 2009 :  Der Bär ist los! Die Geschichte von Bruno
- 2010 :  Der Atem des Himmels
- 2010 : Bergblut (de)
- 2011 : Trans Bavaria (de)
- 2011 : Die Sterntaler (de)
- 2014 : Super ego (Über-Ich und Du)
- 2015 : Storno: Todsicher versichert (de)
- 2015 : Taxi (de)
- 2016 : Willkommen bei den Hartmanns
- 2017 :  Austreten
- 2021 : Der Boandlkramer und die ewige Liebe (de)

### À la télévision
- 1984 : Breakdance – Mach mit, bleib fit (de) (ZDF-Show)
- 1992-2002 : Café Meineid (de) (rôles d'épisodes, 4 épisodes)
- 1993-2001 : Liebe ist Privatsache (de)
- 2001 : Der Bulle von Tölz: Sioux City (de) (téléfilm)
- 2003-2021 : Die Rosenheim-Cops (série télévisée, différents rôles, 5 épisodes)
- 2004-2013 : München 7 (de)
- 2006-2007 : Stadt, Land, Mord! (de)
- 2006 : Polizeiruf 110 (épisode Er sollte tot)
- 2007 : Tatort (épisode Kleine Herzen)
- 2007 : Double Jeu (épisode Das Geld anderer Leute)
- 2007 : Pfarrer Braun (de) (Ein Zeichen Gottes) (série policière)
- 2008 : Das Beste kommt erst (de) (téléfilm)
- 2008[2009 : Um Himmels Willen (de)
- 2009-2012 : Forsthaus Falkenau (de)
- 2011 : Föhnlage. Ein Alpenkrimi (de) (téléfilm)
- 2012 : Soko brigade des stups (SOKO München)
- 2012 : Heiter bis tödlich: Hubert und Staller (de) (épisode Floßfahrt ohne Wiederkehr)
- 2012 : Pastewka (de) (Der Trip, parties 1 et 2)
- 2012 : Der Cop und der Snob (de) (série policière)
- 2012 : Die Garmisch-Cops (de) (série télévisée)
- 2013 : Neue Adresse Paradies (de) (téléfilm)
- 2013 : München Mord (de) (série policière, épisode Wir sind die Neuen)
- 2013-… : Eberhoferkrimi (de) (série de films)
- 2014 : Tatort: Der Eskimo (de)
- 2014 : Le Renard (Der Alte, épisode Die heilige Maria)
- 2014 : Die reichen Leichen. Ein Starnbergkrimi (de) (téléfilm)
- 2014 : Göttliche Funken (de) (téléfilm)
- 2014 : Landauer – Der Präsident (de) (téléfilm)
- 2015-… : Dahoam is Dahoam
- 2015 : Tatort: Wer bin ich? (de)
- 2018 : Bier Royal (de) (mini-série télévisée)
- 2018 : Matula – Der Schatten des Berges (de) (téléfilm)
- 2020 : Oktoberfest: Beer and Blood (série télévisée)
- 2021 : Die Chefin (épisode Frage der Moral)
- 2021 : Zimmer mit Stall (de) (série télévisée, épisode Schwiegermutter im Anflug)
- 2021 : Landkrimi (de) (série télévisée, épisode Steirerrausch)

## Récompenses et distinctions

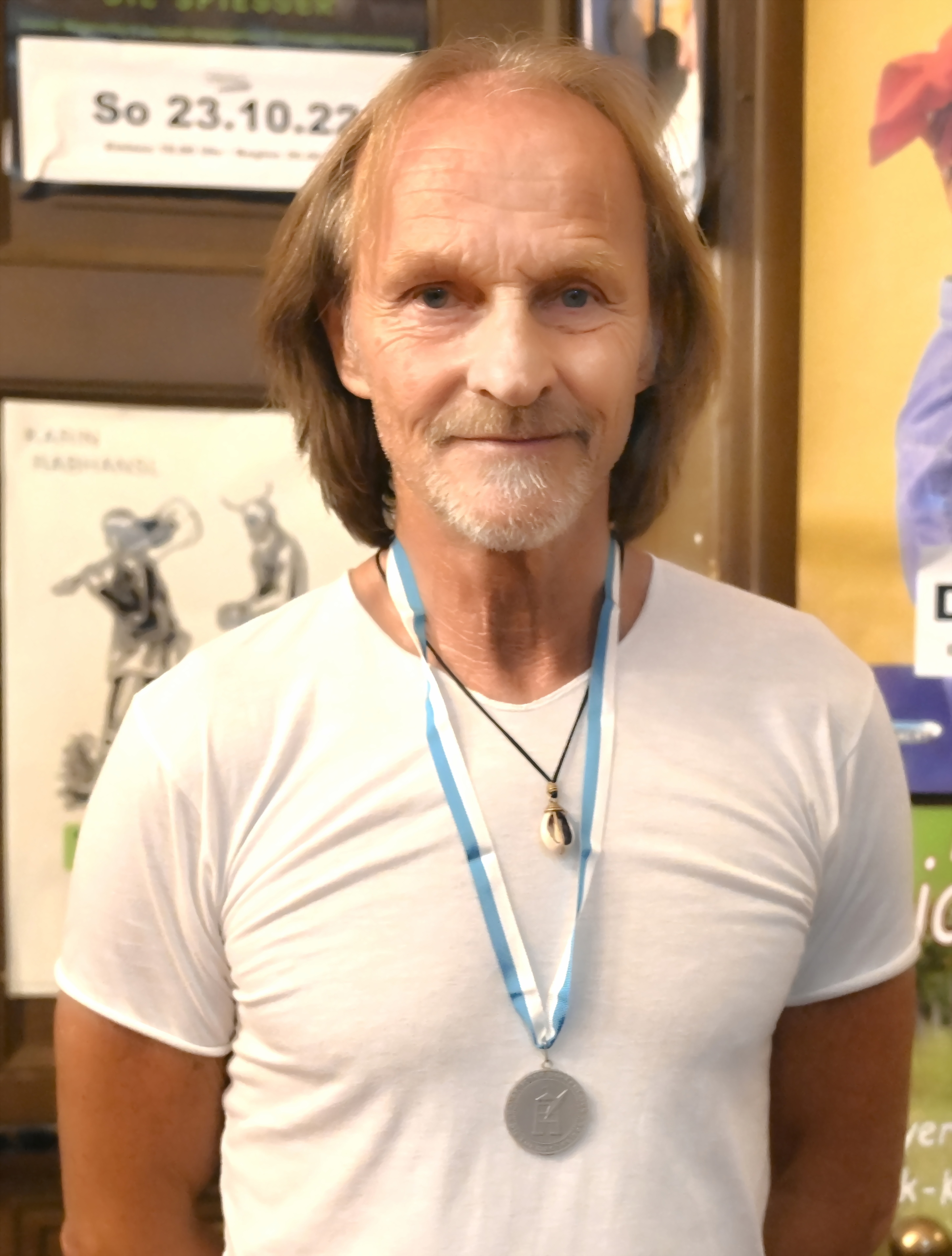
Eisi Gulp, à la remise des prix Bayerischen Poetentaler 2022.

- 1983 : Schwabinger Kunstpreis (arts du spectacle)
- 2022 : Bayerischer Poetentaler des Münchner Turmschreiber

- (en) Eisi Gulp: Awards, sur l'Internet Movie Database